# 高勤荣
高勤荣（1955年1月19日—），山西万荣人，中国共产党党员，前《山西青年报》、新华社记者。曾揭露山西运城水利工程造假被誉为打假英雄记者。后因“收受贿赂、诈骗和介绍卖淫”的罪名被囚禁8年。

## 判刑
1998年5月27日，高勤荣在《人民日报读者来信内部版》上发表《山西省运城搞假渗灌浪费巨额资金》一文，揭露旱灾严重的山西省运城地方官员弄虚作假，耗资2.85亿人民币的所谓抗旱灌溉系统，实际上是场骗局。高勤荣说，经过实地调查，当地报纸所说的地方官员六个月内建造的6万多个蓄水池，既没有连接任何水源，也没有安装输水管道。高勤荣的报导，引起中央政府的重视，《南方周末》、《中国青年报》、中央电视台的《新闻调查》和《焦点访谈》等媒体纷纷跟进采访报导。但是，弄虚作假的山西地方官员，没有受到惩处，高勤荣却于1998年12月4日被刑事拘留，12月26日被正式逮捕。1999年8月13日，高勤荣因“收受贿赂、诈骗和介绍卖淫”的罪名被判处13年监禁，执行有期徒刑12年。运城市法院並以涉及“隐私”为由，拒絕公开审判此案。

## 各界回应
判刑后，各界为他奔走鸣冤，包括李普夫妇、丁东和邢小群夫妇、戴煌、邵燕祥、大律师张思之、画家黄永厚等人；全国政协委员杨伟光、高占祥、魏明伦、张德勤、张契、潘霞、李前宽更联名提案：
……令人惊讶的是，这个事件本身没有任何下文，而揭露这个问题的记者却成了阶下囚，但搞虚假工程的有关领导干部却仍稳坐高位。
杨伟光等指出“这是一起明显的打击报复、有罪推定，甚至是涉嫌栽赃罪名的恶性枉法冤案”；2003年3月，全国人大代表韩雅琴等人再次提案，也杳无音讯。国际组织记者无国界发表声明说，高勤荣为了履行记者职责付出“昂贵代价”。他调查毒害中国的腐败问题，却受到不公对待，遭判重刑。

## 申诉
高勤荣被囚8年一直拒絕认罪，至少写了768封申诉信给最高人民法院、最高检察院、全国人大、山西省高院等部门，仍然没有结果，这些部门更指没有收到过高勤荣的申诉信。高勤荣的妻子段毛英也先后请求中国国家主席、总理、最高人民法院、中央纪律检查委员会、地方和中央报纸予以关注，但均被拒绝。

## 获释
2006年12月7日，高勤荣在服刑8年后获减刑提前释放。高勤荣说：“曾经都是没想过那么多，谁知有这些后果。现在即便再给我一次机会，而且即使是能够再一次战胜那些腐败，我肯定也不会斗了，我要对自己的家人负责。”获释后，他一直希望重操旧业，但是很多单位听说他的背景都不敢聘用他，因此他失业在家，而且妻子也患有重病，家中生活非常窘迫。
2007年，高勤荣获保护记者委员会颁发国际新闻自由奖。保护记者委员会表示“高勤荣的报导非常出色，但是，他非但没有受到应有的奖励，反而坐了8年牢。”不过中国政府拒绝给高勤荣颁发护照，使他不能来親自参加授奖仪式。